# Bonjour Marianne
Bonjour Marianne (Marianne 1ère) è una serie televisiva animata prodotta da IDDH, Antenne 2 e Canal+ e basata su un romanzo di Robert Louis Stevenson. La serie si compone di 26 episodi da 24 minuti l'uno. È andata originariamente in onda in Francia su Canal+ dal 1990 in poi. In Italia invece è stata trasmessa la prima volta dal 31 dicembre 1991 al 20 febbraio 1992 su Canale 5 all'interno del contenitore Bim bum bam, e in seguito su Italia 1.

## Trama
Fine del XVIII secolo. Marianne Flambelle ha quindici anni quando arriva a La Rochelle dopo un viaggio in America. È tornata con lo zio Jacques, un compagno di La Fayette, per ritrovare i suoi genitori, dispersi in uno scontro tra monarchici e repubblicani. Il sinistro Courtard, tuttavia, segue Marianne per trovare il magnifico tesoro affidato dagli immigrati al signor Flambelle. Fortunatamente, Marianna può contare sui suoi veri amici John e la Volpe Blu. Grazie alla perfetta arte di maneggiare la spada, insegnatale dal padre, maestro spadaccino, può affrontare le situazioni più pericolose.

## Personaggi e doppiatori
Il doppiaggio italiano è stato realizzato presso la Deneb Film di Milano sotto la direzione di Guido Rutta, il quale si è anche occupato dei dialoghi. La traduzione invece è stata curata dalla C.I.T.I..
| Personaggio   | Doppiatore originale    | Doppiatore italiano |
| ------------- | ----------------------- | ------------------- |
| Mariane       | Virginie Ledieu         | Debora Magnaghi     |
| Francois      | Oliver Destrez          | Diego Sabre         |
| Zio Jacques   | Jean-Philippe Puymartin | Marco Balzarotti    |
| Volpe Azzurra | Gérard Dessalles        | Sergio Romanò       |
| John          | Patrick Messe           | Mario Scarabelli    |
| Courtard      | Michel Le Royer         | Antonio Paiola      |

## Episodi
| Nº | Titolo italiano | Titolo originale                       | Prima TV originale | Prima TV Italia  |
| -- | --------------- | -------------------------------------- | ------------------ | ---------------- |
| 1  |                 | Le retour                              | 1990               | 31 dicembre 1991 |
| 2  |                 | La surprise                            |                    |                  |
| 3  |                 | La libération de Mahé de Broc          |                    |                  |
| 4  |                 | Libération et mort du père de Marianne |                    |                  |
| 5  |                 | Tribulations d'un parchemin            |                    |                  |
| 6  |                 | La libération de François              |                    |                  |
| 7  |                 | La mort de Noël                        |                    |                  |
| 8  |                 | Retrouvailles avec la mère             |                    |                  |
| 9  |                 | L'attaque du moulin                    |                    |                  |
| 10 |                 | La délivrance d'Anne                   |                    |                  |
| 11 |                 | La cachette de Nantes                  |                    |                  |
| 12 |                 | Sauvés par Robespierre                 |                    |                  |
| 13 |                 | La confrontation (13 Vendémiaire)      |                    |                  |
| 14 |                 | L'enlèvement                           |                    |                  |
| 15 |                 | Fausse monnaie                         |                    |                  |
| 16 |                 | Le trésor des émigrés                  |                    |                  |
| 17 |                 | La baronne de Draeke                   |                    |                  |
| 18 |                 | Le guet-apens                          |                    |                  |
| 19 |                 | Le sous-marin                          |                    |                  |
| 20 |                 | Le parachutiste                        |                    |                  |
| 21 |                 | Les plans de Fulton                    |                    |                  |
| 22 |                 | Les diamants de la couronne            |                    |                  |
| 23 |                 | Le télégraphe en feu                   |                    |                  |
| 24 |                 | Les salopards                          |                    |                  |
| 25 |                 |                                        |                    |                  |
| 26 |                 |                                        |                    | 20 febbraio 1992 |

## Sigle
La sigla originale francese è composta da Cyril de Turckheim e cantata da Bernard Rissol.
La sigla italiana, scritta da Alessandra Valeri Manera e composta da Ninni Carucci, è cantata da Cristina D'Avena.